# 大人になれば (小沢健二の曲)
「大人になれば」（おとなになれば）は、小沢健二の13作目のシングル。1996年9月30日に東芝EMIから発売。

## 解説
前作「ぼくらが旅に出る理由」から4か月ぶりのリリースで、新曲としては「痛快ウキウキ通り」以来9か月ぶりのシングル。同時に3rdアルバム『球体の奏でる音楽』からの先行シングルとなっている。
表題曲は、大関「ワンカップ大関」のCMソングとなっており、CMでは田村正和と共演を果たした。
本作で、自身2度目のNHK紅白歌合戦に出場を果たした。

## 収録曲
全曲 作詞・作曲・編曲:小沢健二
1. 大人になれば
大関「ワンカップ大関」CMソング
2. 球体の奏でる音楽
  - オーケストレーション：服部隆之

インストゥルメンタル。
3rdアルバムの表題曲となった。
3. 大人になれば (inst.)

## 参加ミュージシャン・スタッフ
| 参加ミュージシャン - 大人になれば - Piano: 渋谷毅 - Bass: 川端民生 - Percussion: 木村“キムチ”誠 - Vocal: 小沢健二 - 球体の奏でる音楽 - Featuring 木村“キムチ”誠 On Castanets - And Also Featuring 球体多重奏団 Orchestrated - And Conducted By 服部隆之 | スタッフ - Music, Lyrics & Sound Composition: 小沢健二 - Recording And Mixing Engineer: 浜野浩幸 - Art Work, Art Direction & Design: 平野敬子 - Associate Art Direction: 塩田香央里 |

## 収録アルバム
大人になれば
- 球体の奏でる音楽

球体の奏でる音楽
- 球体の奏でる音楽

## タイアップ
- 大関「ワンカップ大関」CMソング（＃1）

## テレビ出演
大人になれば
- 1996年12月27日 テレビ朝日『ミュージックステーション』[2]
- 1996年12月31日 NHK『第47回NHK紅白歌合戦』[3]